# Pianos Klein
Pour les articles homonymes, voir Klein.
Atelier Pianos Klein est une manufacture française de pianos ancienne fondée par Joseph Klein, menuisier-ébéniste et fabricateur de la fin du XVIIIe siècle et du début de XIXe.
Depuis 2024, les pianos Klein sont dirigés par Aymeric Klein dans l'atelier rue Robespierre à Montreuil-sous-Bois,.

## Historique
Contemporain de Beethoven et de Chopin, Joseph Klein fabrique les premiers pianos vers 1791. Les Pianos Klein sont encore à ce jour la manufacture de pianos la plus ancienne à être dirigée par les descendants de leur fondateur.
Fondés en Alsace puis installés à Montreuil (Seine-Saint-Denis) depuis 1879, les Pianos Klein ont fourni le Conservatoire de Paris[réf. souhaitée].

### Principaux acteurs
- Joseph Klein (fin XVIIIe - début XIXe) : menuisier-ébéniste, contemporain de Beethoven et de Chopin, il fabrique les premiers pianos de la marque, dont le Joseph Klein 1819.
- Henri Ier : né en 1823 à Sarre-Union, cet artisan poursuit l’œuvre familiale commencée par son père Joseph.
- Henri II (1845-1910) : il est le créateur de la manufacture familiale, et opte pour la France en 1872, avant de s'installer à Montreuil (siège actuel de la société). Il fut l'un des précurseurs du  cadre métallique et de la conception contemporaine du piano.
- Gaston Klein (1876-1942) : il élève la manufacture au niveau industriel, et fut l'un des premiers à généraliser l'emploi du cadre plein métallique avant d'exporter une importante partie de la production.
- Georges Klein (1907-1979) : il adopte les procédés de fabrication les plus modernes. Il obtient, dès 1930, de nombreux brevets et dépôts de modèles assurant ainsi la supériorité incontestable de ses pianos de petites dimensions. Celui-ci crée un laboratoire d’acoustique musicale appliquée en collaboration avec la Faculté des Sciences de Paris (Professeur E. Lzipp). Puis il instaure dès 1965 des procédés de sous-traitance élargie pour la fabrication des pianos.
- Jean-Pierre Klein (1946-2024[6]) : il s'est consacré à la recherche et à la mise au point de nouveaux modèles, choisis à titre personnel par de nombreux virtuoses et artistes. Jean-Pierre Klein perpétue la renommée de la Marque au niveau national et international. Son activité, entièrement consacrée à la Facture, lui a valu de recevoir en 1985 un Premier Grand Prix des Métiers d’Art pour la qualité de ses modèles[réf. nécessaire], perpétuant ainsi la renommée de la Facture Française. Pour son activité professionnelle et artistique il a été distingué : Chevalier des Arts et des Lettres[6].

### Distinctions et Médailles
Depuis la fin du XIXe siècle, l'entreprise des pianos Klein a été récompensée à de nombreuses reprises :
- 1886 : médaille d'argent – exposition nationale industrielle de Marseille.
- 1887 : médaille d'argent – exposition internationale du Havre.
- 1889 : première médaille d'or – exposition universelle.
- 1890 : diplôme de 1re classe – exposition française de Londres.
- 1894 : médaille d'argent – exposition universelle d'Anvers.
- 1895 : médaille d'or – 13e exposition internationale de Bordeaux.
- 1897 : médaille d’argent – exposition internationale de Bruxelles.
- 1900 : première médaille d'or – exposition universelle de Paris.
- 1931 : diplôme d'honneur – exposition coloniale internationale de Paris.
- 1938 : médaille de la Société d'encouragement à l'art et à l'industrie.
- 1954 : médaille du cinquantenaire de la Foire de Paris.
- 1958 : médaille des inventeurs au 7e salon international de Bruxelles.
- 1985 : 
  - 1er grand prix départemental des métiers d'art,
  - médaille de l'Agence nationale de valorisation de la recherche décernée lors du festival international de l'industrie et de la technique à la Villette.
- 1986 : exposition des métiers d'art français à l'Hôtel des monnaies de Paris.
- 1988 : premières commandes du Conservatoire national supérieur de musique de Paris du modèle Symphonie.
- 1990 : premières commandes du Conservatoire national supérieur de musique de Paris du modèle Mélodie.
- 2014 : médaille d'or artisan français des métiers d'art (concours Lépine). Conception d'un modèle junior à cordes croisées et transparent.